# Alois Tichý
Alois Tichý (1. června 1875 Chrudim – 14. ledna 1922 Praha) byl český pěvec, komik, herec, kabaretiér, dramatik, písničkář, libretista, divadelní ředitel a provozovatel kabaretu v Praze, autor řady písní a také zpěvoher. Byl významnou osobností českého hudebního divadla a ředitelem jednoho z prvních pražských kabaretů. Od roku 1903 také vydával své písně a komediální výstupy na audionosičích (kovové válečky, gramodesky) a stal se jedním z nejvydávanějších umělců své doby.

## Život
Narodil se v Chrudimi v rodině hudebníka a učitele hudby. V mládí se přesunul do Prahy, kde působil jako herec a pěvec v rámci kabaretních vystoupení a hudebních revue. Byl rovněž autorem písňových textů a komediálních výstupů.
Jeho písně a komické monology byly pak zaznamenávány a prodávány, jako jedny z vůbec prvních nahrávek písní a mluveného slova v češtině. Tichému je přisuzováno autorství okolo jednoho tisíce audionahrávek. Do roku 1914 vydal nahrávky u společností Pathé, GCR, Zonophone, Odeon, Homokord a dalších. V komediálních výstupech mj. satirizoval různé typy pražských řemeslníků. Se souborem Umělecká družina dvorního pivovaru pak tvořil také nahrávky výjevů z české národní historie. Jeho písňové texty pak vycházely také tiskem.
Ke konci kariéry působil jako ředitel kabaretu Hvězda na Vinohradech, věnoval se rovněž činnosti hudebního nakladatele. S jeho pomocí se do Prahy přestěhoval též jeho synovec František Alois Tichý, pozdější úspěšný hudebník a hudební vydavatel.

### Úmrtí
Alois Tichý zemřel 14. ledna 1922 v Praze ve věku 46 let. Pohřben byl v rodinné hrobce na Olšanských hřbitovech.
Byl ženatý s Annou Tichou, rozenou Holanovou.